# Hans Plieninger
Hans Plieninger (* 17. Januar 1914 in Zürich; † 23. Dezember 1984 in London) war ein deutscher Chemiker.
Plieninger wuchs in Freiburg im Breisgau auf und studierte nach dem Abitur in der Internatsschule Schloss Salem Chemie an der Universität Frankfurt am Main und der TH München mit dem Diplom 1938 und der Promotion 1941 (Zur Konstitution des Bilirubins und über Tripyrrene) bei Hans Fischer. Er leistete 1935 bis 1937 Wehrdienst sowie 1939/40 und 1945 Kriegsdienst. In der übrigen Zeit des Zweiten Weltkriegs war er teils wissenschaftliche Hilfskraft an der TH München (wo es Hans Fischer gelang, ihn 1940 wie auch 1945 unabkömmlich zu stellen) und 1942 bis 1944 Mitarbeiter der IG Farben Ludwigshafen bei Walter Reppe. 1946 bis 1953 war er bei der Knoll AG in Ludwigshafen, wo er sich mit Synthese von Aminosäuren befasste. 1953 habilitierte er sich mit seinen schon veröffentlichten Arbeiten an der TH Darmstadt. Er war an der Ruprecht-Karls-Universität Heidelberg ab 1953 Assistent, ab 1958 Diätendozent, ab 1960 außerplanmäßiger Professor, ab 1964 außerordentlicher und ab 1967 ordentlicher Professor. Er war zweimal geschäftsführender Direktor des chemischen Instituts. 1979 wurde er emeritiert. 
Er befasste sich mit organischer Synthese besonders bei Naturstoffen.
1956 publizierte er mit Rolf Müller die Dienol-Benzol-Umlagerung. 1962 führte er Hochdruckverfahren in die präparative organische Synthese ein.
Er war mit der Tochter Herta von Karl Freudenberg verheiratet. Er bearbeitete auch Neuauflagen von Freudenbergs Lehrbuch der Organischen Chemie.
Er engagierte sich mit seiner Frau in Umweltschutz und Friedenspolitik. So schickte er 1982 allen 519 Mitgliedern des Bundestages auf eigene Kosten (damals rund 10.000 DM) das Buch Das Schicksal der Erde von Jonathan Schell gegen atomare Aufrüstung. Er hatte einen Bauernhof in der Toskana, in dem er ökologischen Landbau betrieb.